# نشردهنده‌های لیمن-آلفا

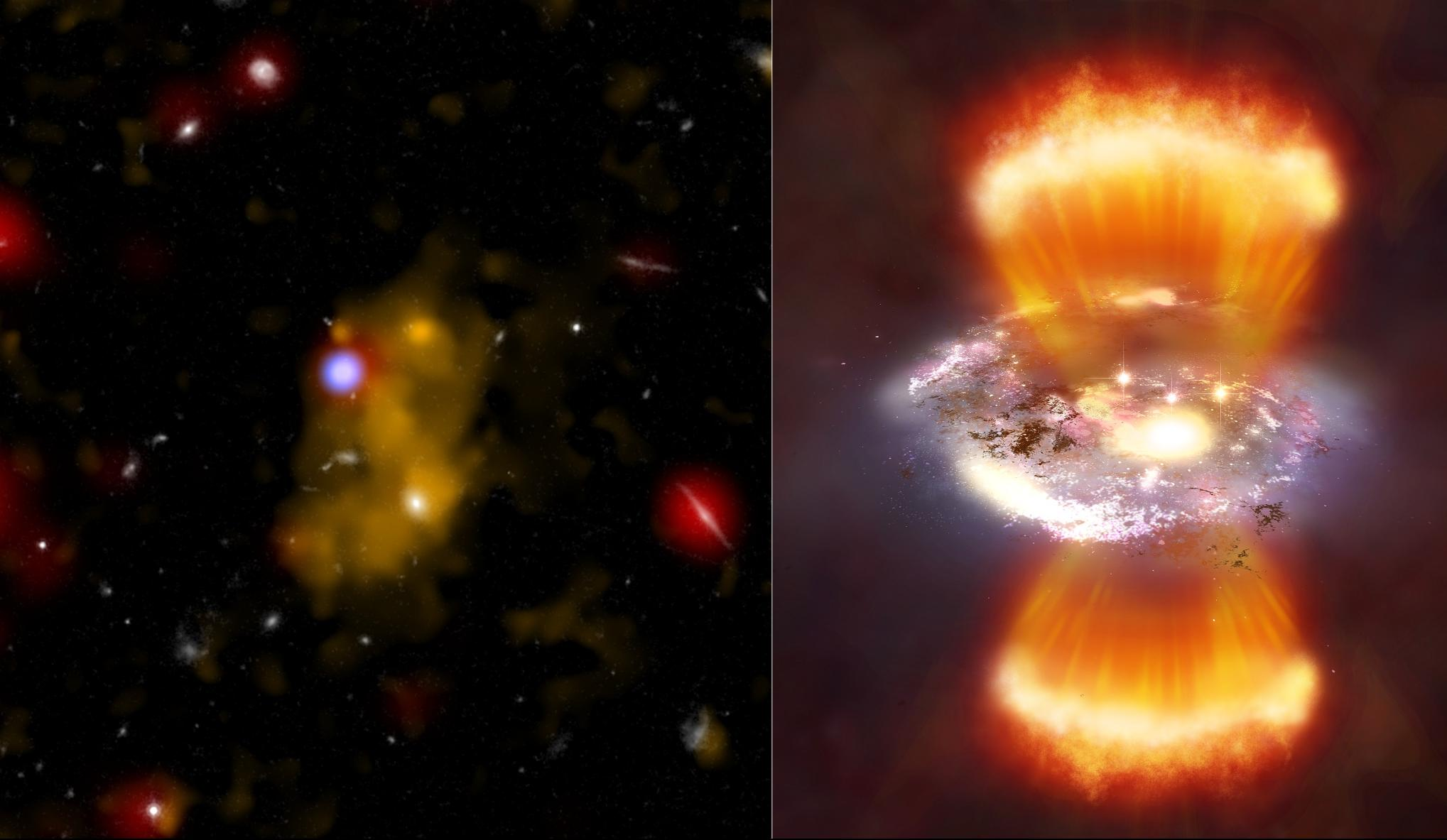
یک نشردهندهٔ لیمان-آلفا (چپ) و نمایی خیالی از آنچه ممکن بود در صورت نزدیک بودن انها ببینیم (راست).

نشردهنده‌های لیمن-آلفا(LAE)، کهکشانهایی در فاصلهٔ بسیار دور هستند که تابش لیمان-آلفا دارند.
با توجه به فاصلهٔ زیاد آنها و سرعت محدودی که نور دارد، می‌توان گفت آنها دریچهٔ نگاه ما به تاریخ جهانند. گمان می‌رود این کهکشان‌ها پیش‌سازندهٔ بیشتر کهکشان‌های مدرن مانند کهکشان راه شیری ما باشند. 
پیدا کردن آنها هم امروز کار ساده است. کافی است در طول موج محدودی که تابش می‌کنند دنبالشان بگردیم. طول موجی که انتقال به سرخ هم داشته.
{\displaystyle 1+z={\frac {\lambda }{1215.67\mathrm {\AA} }}}
در این معادله z انتقال به سرخ،λ طول موج رویت شده و 1215.67Å طول موج تابش لیمان-آلفا است. گمان می‌رود که تابش‌های لیمان-آلفای این کهکشان‌ها در طی انفجارهای شکل گرفتن ستارگان تولید شده باشد. بررسی مشاهداتی انتقال به سرخ این کهکشان‌ها نقش مهمی در ردیابی هاله‌های ماده تاریک و توزیع ماده در جهان دارند.
نشردهنده‌های لیمان-آلفا عموماً کهکشان‌هایی کم جرم هستند. با جرمی حدود {\displaystyle 10^{8}} یا {\displaystyle 10^{1}0} برابر جرم خورشید. کهکشان‌هایی جوان با سنی بین 200 تا 600 میلیون سال و آهنگ شکل‌گیری ستارگان در آنها بالاتر از هر کهکشان دیگری است. اینها شواهدی مهم برای آن است که نشردهنده‌های لیمان-آلفا را اجداد کهکشان‌های مدرن، مثل راه شیری خودمان بدانیم.